# Élection présidentielle sénégalaise de 2000
L'élection présidentielle sénégalaise de 2000 a conduit à la victoire d'Abdoulaye Wade sur le président sortant Abdou Diouf.
Le premier tour s'est déroulé le 27 février 2000, le second le 19 mars 2000.

## Résultats
| Candidats                | Candidats                | Partis                   | Premier tour | Premier tour | Second tour | Second tour |
| Candidats                | Candidats                | Partis                   | Votes        | %            | Votes       | %           |
| ------------------------ | ------------------------ | ------------------------ | ------------ | ------------ | ----------- | ----------- |
|                          | Abdoulaye Wade           | PDS                      | 518 740      | 31,01        | 969 332     | 58,49       |
|                          | Abdou Diouf              | PS                       | 690 917      | 41,30        | 687 969     | 41,51       |
|                          | Moustapha Niasse         | AFP                      | 280 538      | 16,77        |             |             |
|                          | Djibo Leyti Kâ           | URD                      | 117 484      | 7,08         |             |             |
|                          | Iba Der Thiam            | CDP                      | 20 164       | 1,21         |             |             |
|                          | Serigne Ousseynou Fall   | PRS                      | 18 604       | 1,11         |             |             |
|                          | Cheikh Abdoulaye Dieye   | FSD-BJ                   | 16 211       | 0,97         |             |             |
|                          | Mademba Sock             | RTA-S                    | 9 326        | 0,56         |             |             |
|                          |                          |                          |              |              |             |             |
| Votes valides            | Votes valides            | Votes valides            | 1 672 984    | 98,62        | 1 657 301   | 99,37       |
| Votes blancs et nuls     | Votes blancs et nuls     | Votes blancs et nuls     | 23 400       | 1,38         | 10 474      | 0,63        |
| Total des votes          | Total des votes          | Total des votes          | 1 696 384    | 100          | 1 667 775   | 100         |
| Abstention               | Abstention               | Abstention               | 1 029 603    | 37,77        | 1 077 464   | 39,25       |
| Inscrits / participation | Inscrits / participation | Inscrits / participation | 2 725 987    | 62,23        | 2 745 239   | 60,75       |

Représentation des résultats du second tour :
| Abdoulaye Wade (58,49 %) |  |  | Abdou Diouf (41,51 %) |
| ▲                        |  |  |                       |
| Majorité absolue         |  |  |                       |